# Predsednik
Predsednik är ett berg i Kosovo. Det ligger i den södra delen av landet, 28 km sydväst om huvudstaden Priština. Toppen på Predsednik är 945 meter över havet.
Terrängen runt Predsednik är huvudsakligen lite kuperad. Runt Predsednik är det ganska tätbefolkat, med 222 invånare per kvadratkilometer. Närmaste större samhälle är Suva Reka, 18,9 km söder om Predsednik. I omgivningarna runt Predsednik växer i huvudsak lövfällande lövskog.